# クイズなんでもNo.1決定戦
『クイズなんでもNo.1決定戦』（クイズなんでもナンバーワンけっていせん）は、2009年8月5日から同年8月26日まで、TBS系列で放送されていたクイズバラエティ番組である。毎日放送（MBSテレビ）とJAWSの共同制作。放送時間は毎週水曜22:00 - 22:54（JST）。全4回。

## 概要
前番組『クメピポ! 絶対あいたい1001人』が終了し、急遽つなぎ番組としてスタートした。過去にトミーズ雅とMBSアナウンサーの上泉雄一の司会により、関西ローカルで昼枠などで単発放送された『クイズ大阪No.1決定戦』、同番組のルールを基に全国ネットで放送された『クイズ東京No.1決定戦』をベースに製作されたクイズバラエティ番組である。

## 出演者

### 司会
- 今田耕司
- 久保純子

### パネリスト
- トミーズ雅（トミーズ）※全回
- ほっしゃん。※1
- 山根良顕（アンガールズ）※#1
- 松村邦洋※#1
- 山口もえ※#1
- ガレッジセール（ゴリ・川田広樹）※#2
- 山田五郎※#2、#3、#4
- 中川翔子※#2
- ビビる大木※#2
- 有野晋哉（よゐこ）※#2
- 半田健人※#2
- 勝俣州和※#3
- 辻希美※#3、#4
- 磯野貴理※#3、#4
- カンニング竹山※#4

ナレーション
- FUU

## 放送時間
- 2009年8月5日 - 8月26日　水曜22:00 - 22:54（JST）

## ルール
出場者は「パネリスト」と呼ばれる芸能人解答者が5名。一般解答者が100名の、計105名。一般解答者は、『オールスター感謝祭』でも見られるような雛壇状の解答席に座る。またパネリストは、その前に設けられたパネリスト席に座る。
クイズは全50問。問題は4択が多いが、まれに筆記問題や2択問題も出題された。50問中30問以上正解で「合格」とみなされる。40問～49問正解では「スゴイ～通」、全問正解なら「完璧～通」。

## テーマ
- 2009年8月5日：動物
- 2009年8月12日：昭和
- 2009年8月19日：寿司
- 2009年8月26日：家電

## スタッフ
- 構成：儀賀保秀
- ブレーン：仲野隆也、長戸勇人
- リサーチ：米原昌宏、中川抄子
- TM：高木久之（MBS）
- TD：竹本友亮（MBS）
- カメラ：中川伸之
- VE：藤野毅（MBS）
- 音声：中越信司
- 照明：北田研二（MBS）
- VTR編集：今岡裕之、仁部貴史
- 効果：大北由紀絵、赤地知己
- MA：豊島淳、田中徳朗
- 美術：木川普雄（MBS）、齋藤せいこ
- タイトル：中原賢二
- CG：紀野伸子（MBS）
- 番宣：合田忠弘（MBS）
- TK：福島陽子
- AP：清水邦孝（JAWS）
- AD：阪本圭（JAWS）
- ディレクター：高岸丈朗（JAWS）
- 総合演出：石田ひろき（JAWS）
- プロデューサー：川原秋呼（MBS）、阿部淳（JAWS）
- 制作：横田一（MBS）
- 技術協力：イングス、東通、SAプロ、アーチェリープロダクション、CAMIX、放送映画製作所
- 美術協力：毎日舞台、高津商会、藤貴園芸、インターナショナルクリエイティブ、新光企画、三恵美術商会、ビーム、デジタルカラー
- 収録スタジオ：MBSスタジオ in USJ
- 製作：毎日放送、JAWS

## 備考
- 視聴者参加型クイズ番組は、2007年3月にレギュラー番組が終了した『クイズ$ミリオネア』（フジテレビ系。ただし末期は芸能人のみ参加）以来2年振り。毎日放送としては、2004年10月 - 12月放送の『クイズ!家族でGO!!』以来5年振りの放送となった。
- 4択問題は最後の選択肢がオチになり、実質的に3択問題になることが多かった。
- 50問全問正解者は4回中1人も出なかった。また「寿司」の回ではパネリストを含む全105名の中で、パネリストとして出場した磯野貴理が最高得点を出して優勝し、パネリストが優勝した唯一のケースとなった。

## 関連番組
- あなた説明できますか?　かつて今田が司会を務めていたMBS制作のクイズ番組（末期はグルメ番組））。
- せやねん!　MBSが関西ローカルで放送中の情報番組。番組内の企画『嗚呼!ニッポンの兄弟』が過去に全国ネットでスペシャル版として放送された。